# Louis van Beethoven (Film)
Louis van Beethoven ist ein deutsch-österreichisch-tschechischer Fernsehfilm aus dem Jahr 2020 von Nikolaus Stein von Kamienski mit Tobias Moretti, Anselm Bresgott und Colin Pütz als Ludwig van Beethoven in unterschiedlichem Lebensalter, der im Auftrag von Degeto, WDR und ORF produziert wurde. Premiere des Historienfilms war am 27. Oktober 2020 bei den 42. Biberacher Filmfestspielen, wo die Produktion als Eröffnungsfilm gezeigt wurde. Im ORF wurde der Film im Rahmen eines Programmschwerpunkts zum 250. Geburtstag Beethovens am 23. Dezember 2020 erstmals gezeigt. Das Erste strahlte den Film am 25. Dezember 2020 im deutschen Fernsehen aus. In der ARD-Mediathek wurde der Film bereits am 17. Dezember 2020 veröffentlicht.

## Handlung
Der Film erzählt Ausschnitte aus dem Leben des Komponisten Ludwig van Beethoven, der in Familienkreisen Louis genannt wird. Seine Geschichte ist eingebettet in eine Rahmenhandlung, in der Beethoven 1826 kurz vor seinem Tod mittlerweile gehörlos ist und auf dem Gut Wasserhof seines Bruders Johann und dessen Frau Therese Unterschlupf für seinen selbstmordgefährdeten Neffen Karl sucht. Trotz seiner großen musikalischen Erfolge hadert Beethoven mit sich selbst, weil sein spätes Werk einige Zeitgenossen überfordert. Er blickt auf sein Leben und nicht ergriffene Gelegenheiten zurück. Der Film konzentriert sich dabei in mehreren Rückblenden des alten Beethoven auf seine jungen Jahre.
Der achtjährige Louis van Beethoven wächst in Bonn auf und gilt als musikalisches Wunderkind. Nachdem Versuche seines Vaters Jean, den jungen Louis zu unterrichten, scheitern, nehmen ihn Christian Gottlob Neefe sowie der Schauspieler und Sänger Tobias Pfeiffer unter ihre Fittiche. Beim jungen Beethoven wird ein freiheitsliebender Geist erweckt. Er will unabhängig sein und nur der Kunst dienen. In einem ersten kurzen Aufenthalt in Wien begegnet er 1787 Wolfgang Amadeus Mozart in einer Zeit politischer Umbrüche, die in der Französischen Revolution gipfeln. Ludwig muss einige familiäre Schicksalsschläge erdulden und kann die Liebe der jungen Adligen Eleonore von Breuning – Tochter seiner Ziehmutter Helene von Breuning – nicht erwidern. Im Winter 1792 zieht er nach Wien, um bei Joseph Haydn zu lernen. Die Jahre von 1792 bis 1826 werden im Film hingegen nicht behandelt, wenngleich auch Musik aus dieser Zeit als Begleitung der Handlung zu hören ist.

## Produktion und Hintergrund

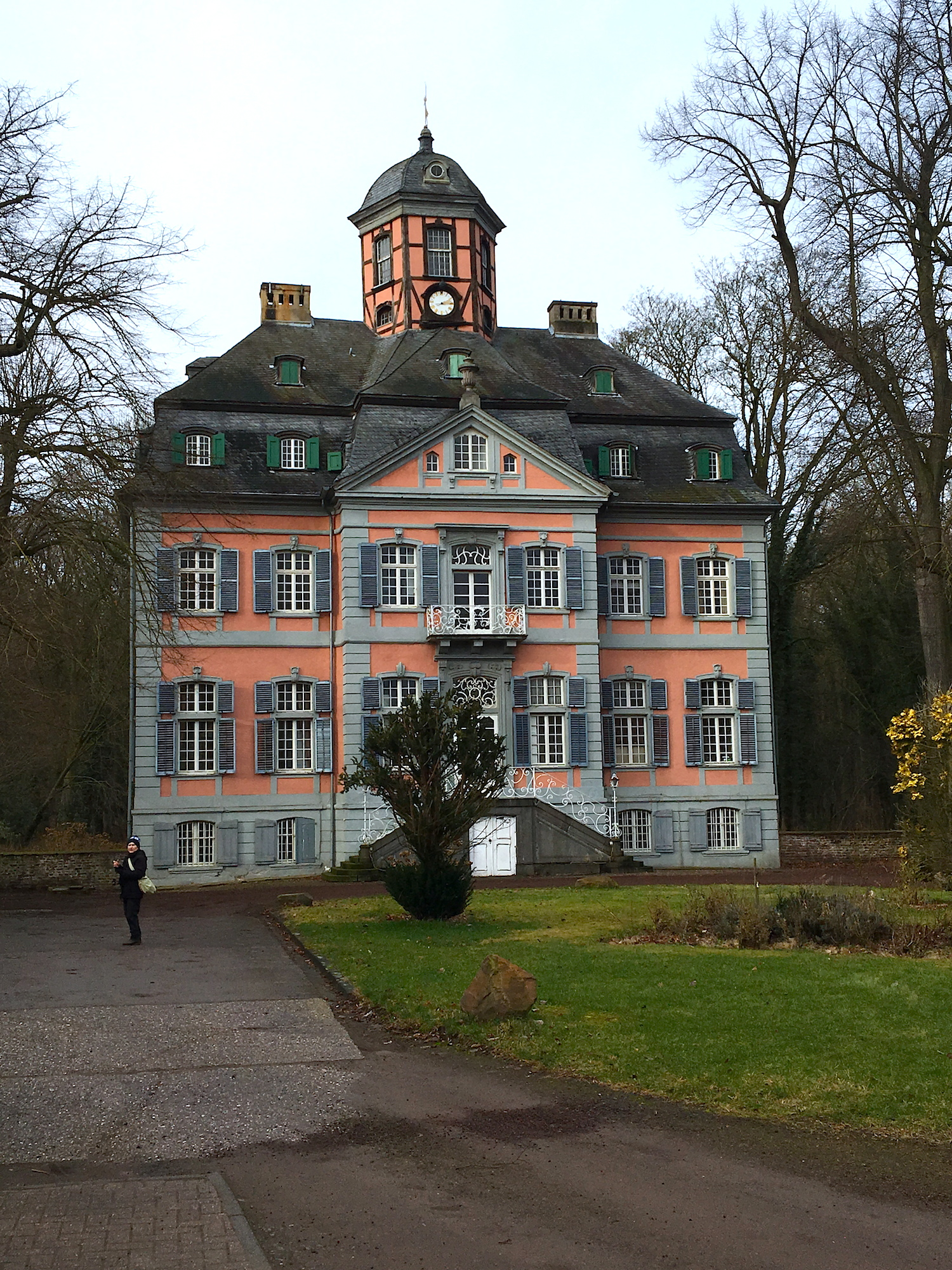
Einer der Drehorte: Schloss Arff

Die Dreharbeiten fanden vom 29. September bis zum 16. November 2019 statt. Gedreht wurde in Tschechien und Nordrhein-Westfalen. Drehorte waren unter anderem das Schlosstheater Český Krumlov und Schloss Arff bei Köln sowie Prag und Telč.
Produziert wurde der Film von der deutschen Eikon Media GmbH (Produzent Ernst Ludwig Ganzert) in Koproduktion mit der ARD Degeto, dem WDR und dem ORF. Als Service-Produzent agierte die tschechische Maya Production. Gefördert wurde die Produktion von der Film- und Medienstiftung NRW und vom Tschechischen Filmfonds.
Die Kamera führte Arthur W. Ahrweiler. Für das Kostümbild zeichnete Veronika Albert verantwortlich, für das Szenenbild Benedikt Herforth, für Ton und Tongestaltung Robert Keilbar und Kirsten Kunhardt, für die Maske Linda Eisenhamerová und für das Casting Anja Dihrberg und Patrick Dreikauss.
Musikalischer Leiter war der Dirigent David Marlow. Um die Atmosphäre von Beethovens Ära wiederzugeben, wurden für den Film einige Nachbauten historischer Hammerklaviere aus der Werkstatt von Paul McNulty verwendet.

## Musik
Streichquartette
- Große Fuge; Artemis Quartett / Czech Ensemble Baroque[9]
- Streichquartett Nr. 1, 2. Satz; Artemis Quartett
- Streichquartett Nr. 13, 2. Satz; Artemis Quartett
- Streichquartett Nr. 13, 6. Satz; Auryn Quartett
- Streichquartett Nr. 14, 5. Satz; Artemis Quartett
- Streichquartett Nr. 16, 4. Satz; Artemis Quartett, David Marlow (Hammerklavier)

Klaviersonaten
- Klaviersonate Nr. 14 (Mondscheinsonate); Peter Lewys Preston
- Klaviersonate Nr. 17 (Der Sturm); Peter Lewys Preston
- Klaviersonate F-moll (WoO47, Kurfürstensonate); Colin Pütz

Sonstige
- Klavierquartett C-Dur (WoO 36); David Marlow, Jiri Havrlant, Barbara Willi / Czech Ensemble Baroque
- 7. Sinfonie, 2. Satz; WDR Sinfonieorchester unter Jukka-Pekka Saraste
- Variationen über „Se vuol ballare“ (WoO40); Hiro Kurosaki (Violine), Linda Nicholson (Hammerklavier), David Marlow
- Variationen über ein Thema von Waldstein (WoO 67); Dominik Maringer, David Marlow
- Bagatelle, op. 119; Dominik Maringer
- Variationen über „Benni Amore“ von Righini (WoO65); David Marlow[9]
- Wolfgang Amadeus Mozart: Fantasie in c-Moll KV 475

## Rezeption
Die Erstausstrahlung im Ersten am 25. Dezember 2020 sahen 3,28 Millionen Zuschauer, der Marktanteil betrug 10,6 Prozent.
Thomas Gehringer von tittelbach.tv befand, dass Louis van Beethoven alles andere als ein langweiliger Jubiläums-Lehrfilm sei, sondern intelligent und zum Teil mitreißend vom Leben des Musikers erzähle. Eine erstklassige Besetzung, ein eindrucksvoller Jung-Pianist (Colin Pütz), prächtige Kulissen und Kostüme und die Musik würden diesen Film zu einem echten Weihnachts-Highlight machen.
Wolfgang Höbel bezeichnete den Film auf Spiegel Online als „Ausstattungsfest“ mit vielen geschnürten Miedern und prachtvollen Aristokratenröcken, hübsch ausgeleuchteten fürstlichen Konzertsälen und bierdampfenden Kneipen. Er schreibt allerdings in der Überschrift, dass hinter dem Prunk nicht viel stecke. Der Film sei sichtlich ein Spaß für viele der Schauspieler, die sich halb komisch und halb lächerlich in rheinischen Dialekten versuchten oder wild herumsächselten. Immerzu bemühe sich dieser zwischen seinen drei Zeitebenen hin und her hüpfende Film um ein kraftvolles, saftiges und laut rumpelndes Porträt des Künstlers und seiner Wegbegleiter. Die innere Not des Helden, sein Aufbegehren gegen ständische Regeln und Aristokratenmacht, das Erwachen seines künstlerischen Eigensinns blieben in all der krawalligen Opulenz allerdings ziemlich blasse Behauptungen.
Jan Brachmann dagegen lobte in der FAZ den Film als „kurze filmische Fuge“, in der „das Fernsehen sich und uns etwas“ zutraue. Der Regisseur Niki Stein setze „Räume und Zeiten, Leben und Kunst, Musik und Bilder zueinander in vielfachen Kontrapunkt“. Unter all diesen Bildern, die im biographischen Zeitraum eines halben Jahrhunderts hin und her sprängen, liege „die gleiche Musik: die Große Fuge B-Dur op. 133 für Streichquartett, neben der Schlussfuge der „Hammerklaviersonate“ die größte Zumutung, die Beethoven seinen Hörern und Spielern hinterlassen hat“.
Judith von Sternburg urteilte in der Frankfurter Rundschau, dass „Niki Steins Film etwas ausprobiere“ und auf das eine verzichte und sich das andere erlaube. Stein erzähle „vom Anfang und vom Ende, es fehlt der komplette Mittelteil – das gesamte Leben in Wien, 35 Jahre, die Karriere, der Ruhm, die schicksalshafte Ertaubung und der Kampf dagegen, die Frauen, Napoleon, die Entstehung, Aufführung, Rezeption des Werks, also gewissermaßen alles –, und dass man ihn vermisst“. Dies spreche „unbedingt für die Produktion, die zum Beispiel wir uns sofort auch als Zweiteiler angesehen hätten. Als Dreiteiler, als Vierteiler“. Insbesondere im Mittelteil würden sich Schwächen zeigen, so „die größte und vielleicht unglücklichste Freiheit […]. Dass Eleonore von Breuning die große und letztlich einzige Liebe Beethovens gewesen sei […], versimpelt Kompliziertes“. Dass Beethoven zu Prostituierten ging, „weil er auf die Frau seiner Träume aus Standesgründen verzichten musste“, sei dagegen ein Klischee, das der Film nicht nötig gehabt hätte.
Helmut Mauro beschreibt den Film in der Süddeutschen Zeitung als Weihnachtsrührstück. Der Film destilliere die Frage, was es bedeute, genial zu sein, aus gängigen Klischees und schöpfe damit Stereotype ab.

## Auszeichnungen und Nominierungen
Romyverleihung 2021
- Nominierung in der Kategorie Beste Produktion (Niki Stein, Ernst Ludwig Ganzert)[19]

Deutsche Akademie für Fernsehen 2021
- Nominierung in der Kategorie Maskenbild (Linda Eisenhamerová)
- Auszeichnung in der Kategorie Tongestaltung (Robert Keilbar, Kirsten Kuhnhardt und Matthias Lempert)[22]